# موريس إس. هاليداي
موريس إس. هاليداي (بالإنجليزية: Morris S. Halliday)‏ هو لاعب كرة قدم أمريكية وسياسي أمريكي، ولد في 28 أبريل 1883، وتوفي في 17 مايو 1943. حزبياً، نشط في الحزب الجمهوري. وقد انتخب عضو مجلس ولاية نيويورك.